# Barrage de St. Francis
Le barrage de St. Francis était un barrage dont le réservoir alimentait l'aqueduc de Los Angeles en Californie. Il fut construit entre 1924 et 1926 à quelques kilomètres de l'actuelle ville de Santa Clarita.
Lors de son premier remplissage, le 12 mars 1928, le barrage s'est effondré et a entraîné l'inondation du San Francisquito Canyon, qui a coûté la vie à près de 450 personnes. C'est la plus grave erreur de génie civil survenue aux États-Unis, et la deuxième plus grave catastrophe dans l'histoire de la Californie, après le séisme de 1906 à San Francisco. Elle coûta sa carrière à l'ingénieur en chef du projet, William Mulholland.

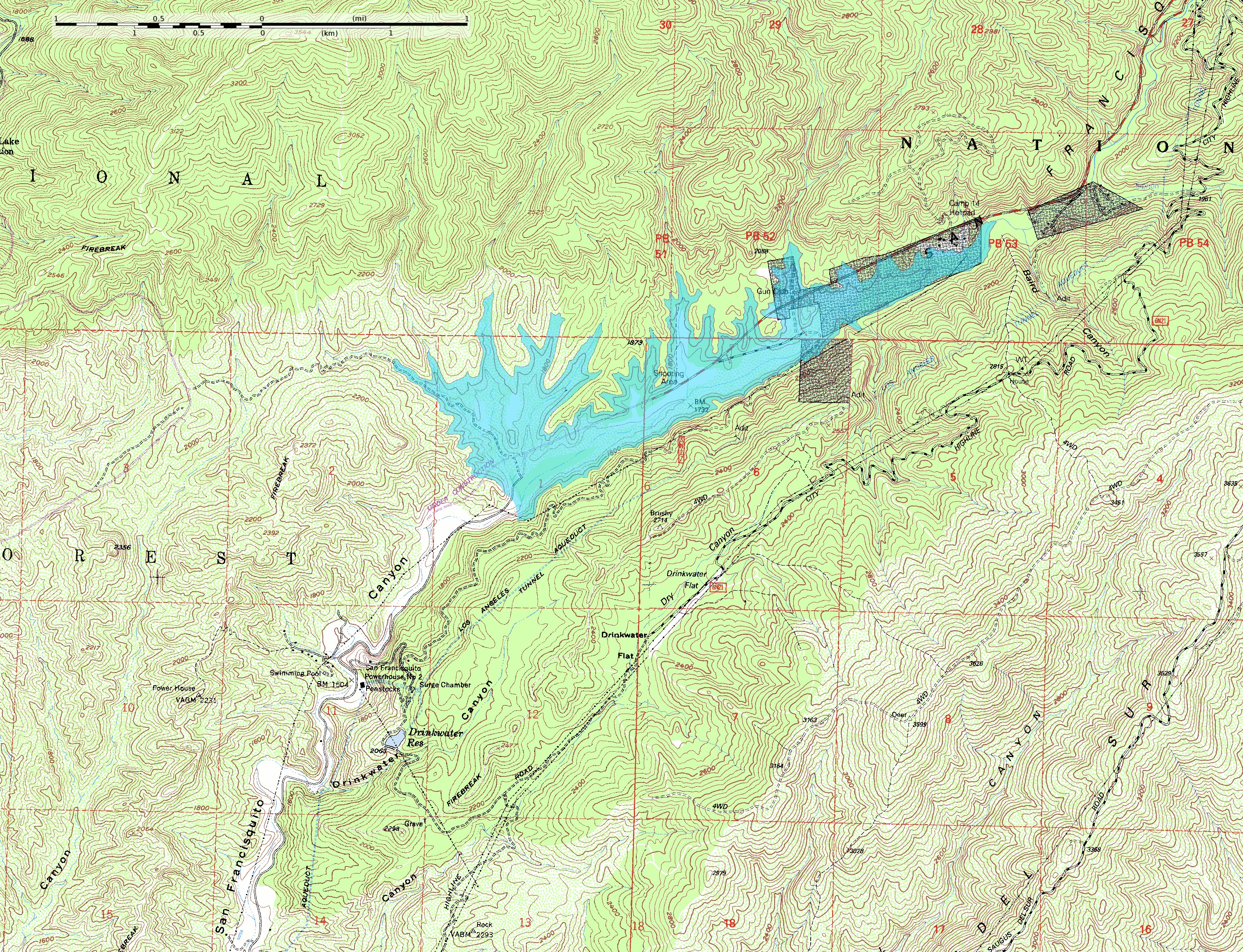
Plan du réservoir.
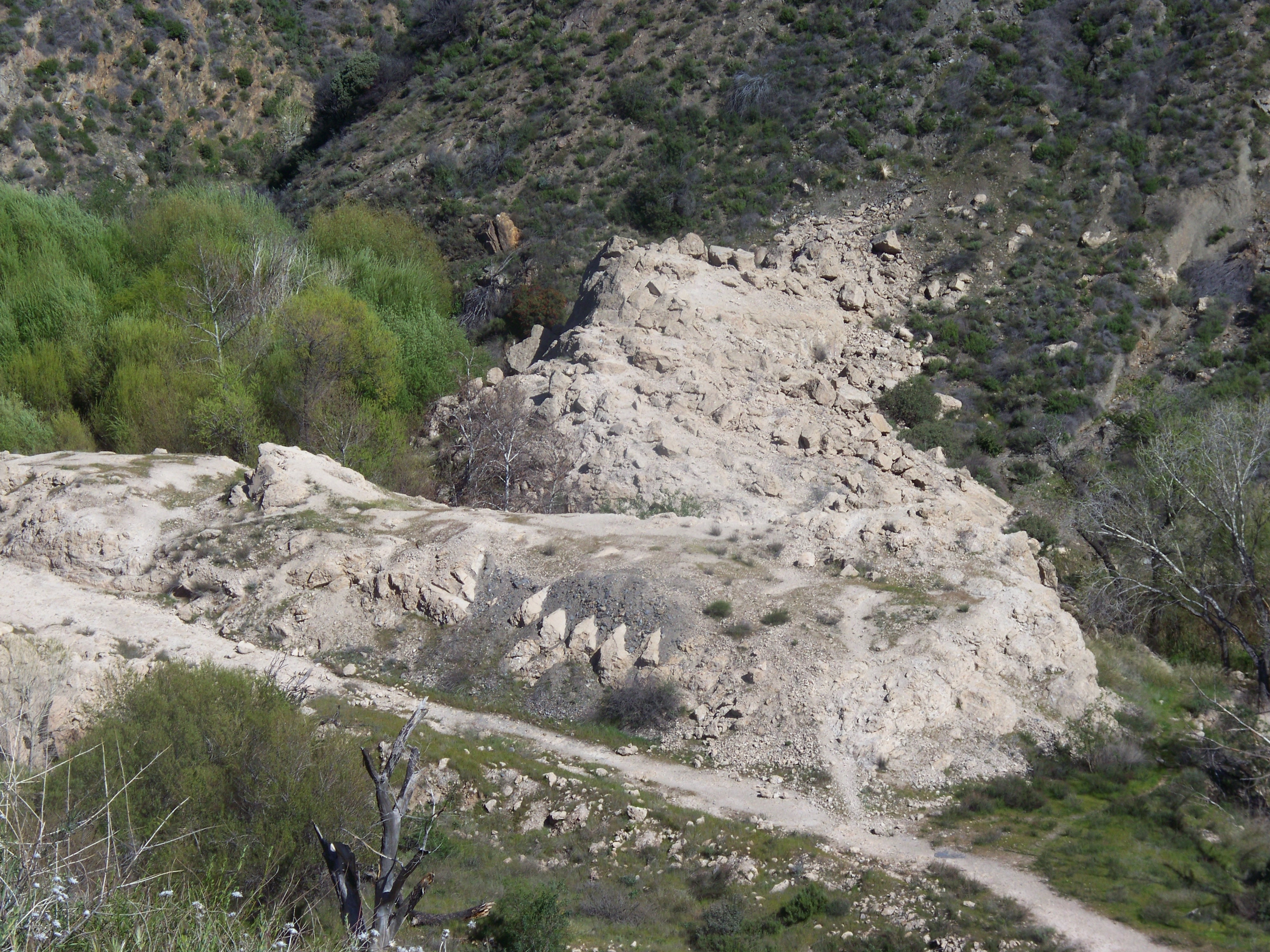
Les vestiges du barrage en 2009.